# My Love Is Your Love
My Love is Your Love é um álbum de Whitney Houston, lançado em 17 de novembro de 1998, considerado por muitos fãs como um dos melhores álbuns da cantora. O primeiro single é "Heartbreak Hotel", com a participação de Kelly Price e Faith Evans. A música conseguiu ficar em #2 no Hot 100 e mostra uma grande virada no estilo musical de Whitney, que a partir daquele momento abraçou de vez a urban music [carece de fontes?]. Posteriores a ele foram lançados "It's Not Right But It's Okay" onde ganhou o Grammy em 2000 na categoria ''Best Female R&B Vocal Performance''  e "If I Told You That" (somente na Europa) – sucesso em rádios e pistas de dança do mundo inteiro, "My Love Is Your Love" e "I Learned from the Best" seu primeiro single escrito pela compositora Diane Warren. Um outro destaque é "When You Believe", com Mariah Carey, e que foi tema do filme The Prince of Egypt (O Príncipe do Egito). Mas, o destaque fica com "You'll Never Stand Alone", canção que Whitney gravou em homenagem à sua filha Bobbi Kristina.[carece de fontes?] O álbum vendeu aproximadamente 19 milhões de cópias em todo o mundo.

## Lista de faixas
1. "It's Not Right but It's Okay" (LaShawn Daniels, Toni Estes, Rodney Jerkins, Fred Jerkins III, Isaac Phillips, Whitney Houston) – 4:51
2. "Heartbreak Hotel" (com Faith Evans, & Kelly Price) (K. Karlin, T. Savage, C. Schack) – 4:41
3. "My Love Is Your Love" (Jerry Duplessis, Wyclef Jean) – 4:24
4. "When You Believe" (Carey, Babyface) – 4:23
5. "If I Told You That" (Daniels, Estes, R. Jerkins, F. Jerkins) – 4:37
6. "In My Business" (com Missy Elliott) (Kelvin Bradshaw, Missy Elliott, Lloyd Turner) – 3:26
7. "I Learned from the Best" (Diane Warren, Whitney Houston) – 4:19
8. "Oh Yes" (Bradshaw, Elliott, Turner) – 6:52
9. "Get It Back" (Daniels, Estes, R. Jerkins, F. Jerkins, Whitney Houston) – 4:56
10. "Until You Come Back" (Babyface, D. Simmons) – 4:53
11. "I Bow Out" (Warren) – 4:30
12. "You'll Never Stand Alone" (Warren) – 4:21
13. "I Was Made to Love Him" (com Lauryn Hill) (Henry Cosby, Lula Mae Hardaway, Sylvia Moy, Stevie Wonder) – 4:29

## Produção
Produtores Executivos: Clive Davis e Whitney Houston

## Paradas daRevista Billboard
Álbum
| Ano  | Paradas               | Posição |
| ---- | --------------------- | ------- |
| 1998 | Billboard 200         | 13      |
| 1998 | Álbuns de R&B/Hip-Hop | 1       |

Singles
| Ano  | Single                                    | Parada            | Posição |
| ---- | ----------------------------------------- | ----------------- | ------- |
| 1998 | "When You Believe"                        | Billboard Hot 100 | 15      |
| 1998 | "Heartbreak Hotel"                        | Hot 100           | 2       |
| 1999 | "It's Not Right But It's Okay"            | Hot 100           | 4       |
| 1999 | "My Love Is Your Love"                    | Hot 100           | 4       |
| 1999 | " If I Told you that" (lançado na Europa) | -                 | -       |
| 1999 | "I Learned From The Best"                 | Hot 100           | 27      |

## Principais prêmios
Grammy Awards
| Ano  | Vencedor                       | Categoria                                   |
| ---- | ------------------------------ | ------------------------------------------- |
| 2000 | "It's Not Right But It's Okay" | Melhor Performance Vocálica Feminina de R&B |

Oscar Academy Awards
| Ano  | Vencedor             | Categoria              |
| ---- | -------------------- | ---------------------- |
| 1999 | " When You Believe " | Melhor Canção Original |

NRJ Award
| Ano  | Vencedor                 | Categoria                  |
| ---- | ------------------------ | -------------------------- |
| 2000 | " My Love is Your Love " | Álbum Internacional do Ano |